# Canton d'Hautmont
Le canton d'Hautmont est une ancienne division administrative française, située dans le département du Nord et la région Nord-Pas-de-Calais.
À la suite du redécoupage cantonal de 2014, le canton est supprimé.

## Composition
Le canton d'Hautmont regroupait les communes suivantes :
| Nom                   | Code Insee | Codepostal | Superficie (km2) | Population (dernière pop. légale) | Densité (hab./km2) |
| --------------------- | ---------- | ---------- | ---------------- | --------------------------------- | ------------------ |
| Hautmont (chef-lieu)  | 59291      | 59330      | 12,27            | 14 115 (2012)                     | 1 150              |
| Beaufort              | 59058      | 59330      | 12,76            | 967 (2012)                        | 76                 |
| Boussières-sur-Sambre | 59103      | 59330      | 3,28             | 528 (2012)                        | 161                |
| Éclaibes              | 59187      | 59330      | 4,89             | 283 (2012)                        | 58                 |
| Limont-Fontaine       | 59351      | 59330      | 6,78             | 582 (2012)                        | 86                 |
| Neuf-Mesnil           | 59424      | 59330      | 1,21             | 1 293 (2012)                      | 1 069              |
| Saint-Remy-du-Nord    | 59543      | 59330      | 5,91             | 1 173 (2012)                      | 198                |

## Histoire
Canton créé en 1958.
| Période | Période      | Identité                | Étiquette | Qualité |
| ------- | ------------ | ----------------------- | --------- | --- |
| 1958    | 1965 (décès) | Marcel Aimé (1912-1965) | MRP app.  | Employé Maire de Hautmont (1954-1965)                                                                       |
| 1966    | 1976         | Jean Damien             | DVD       | Maire de Hautmont (1965-1977)                                                                               |
| 1976    | 1988         | Jean-Claude Wasterlain  | PCF       | Employé chez Vallourec à Louvroil Maire de Hautmont (1977-1989)                                             |
| 1988    | 1994         | Valéry Hédon            | UDF       | Agent immobilier Maire de Saint-Remy-du-Nord                                                                |
| 1994    | 2015         | Joël Wilmotte           | DVD       | Chef d'entreprise Maire de Hautmont (1989-2015 et 2016-2020) Élu en 2015 dans le canton d'Avesnes-sur-Helpe |

## Démographie
| 1962   | 1968   | 1975   | 1982   | 1990   | 1999   | 2006   | 2011   | 2012   |
| ------ | ------ | ------ | ------ | ------ | ------ | ------ | ------ | ------ |
| 24 284 | 23 335 | 24 443 | 23 573 | 22 702 | 20 985 | 20 049 | 18 912 | 18 941 |

### Pyramide des âges
Comparaison des pyramides des âges du Canton d'Hautmont et du département du Nord en 2006
| Hommes | Classe d’âge   | Femmes |
| ------ | -------------- | ------ |
| 0,2    | 90 ans et plus | 0,8    |
| 4,7    | 75 à 89 ans    | 8,4    |
| 11,8   | 60 à 74 ans    | 12,4   |
| 19,6   | 45 à 59 ans    | 19,9   |
| 19,1   | 30 à 44 ans    | 19,3   |
| 22,1   | 15 à 29 ans    | 19,8   |
| 22,5   | 0 à 14 ans     | 19,3   |

| Hommes | Classe d’âge   | Femmes |
| ------ | -------------- | ------ |
| 0,2    | 90 ans et plus | 0,8    |
| 4,3    | 75 à 89 ans    | 7,9    |
| 10,3   | 60 à 74 ans    | 11,9   |
| 19,7   | 45 à 59 ans    | 19,4   |
| 21,1   | 30 à 44 ans    | 20,1   |
| 22,6   | 15 à 29 ans    | 21     |
| 21,6   | 0 à 14 ans     | 19     |